# 王廷兴
王廷興，畢業於國立楊梅高級中學、國立台北工專電機科、國立台灣科技大學，於美國佛州諾瓦東南大學得到博士學位。
王廷興曾經取得多項工程師證照，並且於1995年受聘為台北捷運木柵線體檢委員，並且主持台北捷運供電系統電力調度分析研究。為國立台北科技大學冷凍空調系兼任助理教授。
王廷興於2005年3月以反對大黨修憲為由，組成王廷興等二十人聯盟參與2005年中華民國任務型國代選舉，王廷興也當選國大代表。
2001年涉入政府採購工程弊案，2021年高院更二審依貪汙罪，判王廷興6年4月，並沒收王收受回扣之金額。2012年再度涉入台電第六期輸配電計畫官商勾結弊案，台北地院將時任評委台北科技大學副教授王廷興判刑一年、減為六月。